# Nama cuatrocienegense
Nama cuatrocienegense är en strävbladig växtart som beskrevs av Guy L. Nesom. Nama cuatrocienegense ingår i släktet Nama och familjen strävbladiga växter. Inga underarter finns listade i Catalogue of Life.